# Мирик, Дэниел
Дэниел Мирик (англ. Daniel Myrick; род. 3 сентября 1963, Сарасота, Флорида) — американский кинематографист, получивший широкую известность после выхода на экраны фильма «Ведьма из Блэр: Курсовая с того света».

## Биографические данные
Мирик родился 3 сентября 1963 года в городе Сарасота, штат Флорида. Он учился в школе кино Университета центральной Флориды.
В 1997 году Мирик являлся режиссёром нескольких эпизодов сериала «Split Screen», а в 1999 году выступил в качестве режиссёра и сценариста нашумевшего фильма «Ведьма из Блэр: Курсовая с того света», снятого в псевдодокументальном жанре. Лента получила широкий успех, общие кассовые сборы составили 248 миллионов долларов. «Ведьма из Блэр: Курсовая с того света» стала лауреатом кинопремии «Независимый дух» в категории «Лучший дебютный фильм с бюджетом менее 500 тыс. $», получила «Награду молодёжи» Каннского кинофестиваля, а также была номинирована на получение других международных кинонаград.

## Фильмография
| Год  | Название                              | Участие                       |
| ---- | ------------------------------------- | ----------------------------- |
| 1999 | Ведьма из Блэр: Курсовая с того света | режиссёр, сценарист           |
| 2000 | Ведьма из Блэр 2: Книга теней         | продюсер, сценарист           |
| 2006 | Остановка                             | продюсер                      |
| 2007 | Апофеоз                               | продюсер                      |
| 2007 | Сторонники                            | режиссёр, сценарист, продюсер |
| 2008 | Отис                                  | продюсер                      |
| 2008 | Солнцестояние                         | режиссёр, сценарист           |
| 2008 | Чужеродное вторжение                  | продюсер                      |
| 2008 | Битва в пустыне                       | режиссёр, сценарист           |

## Награды и номинации
| Год  | Награда                                      | Категория                                         | Работа                                | Результат |
| ---- | -------------------------------------------- | ------------------------------------------------- | ------------------------------------- | --------- |
| 1999 | Каннский кинофестиваль                       | Награда молодёжи                                  | Ведьма из Блэр: Курсовая с того света | Победа    |
| 1999 | Puchon International Fantastic Film Festival | Приз зрительских симпатий                         | Ведьма из Блэр: Курсовая с того света | Победа    |
| 1999 | Puchon International Fantastic Film Festival | Best of Puchon                                    | Ведьма из Блэр: Курсовая с того света | Номинация |
| 1999 | Кинофестиваль в Сиджесе                      | Специальная благодарность                         | Ведьма из Блэр: Курсовая с того света | Победа    |
| 1999 | Кинофестиваль в Сиджесе                      | Лучший фильм                                      | Ведьма из Блэр: Курсовая с того света | Номинация |
| 2000 | Независимый дух                              | Лучший дебютный фильм с бюджетом менее 500 тыс. $ | Ведьма из Блэр: Курсовая с того света | Победа    |
| 2000 | Круг кинокритиков Флориды                    | Премия «Золотой апельсин»                         | Ведьма из Блэр: Курсовая с того света | Победа    |
| 2000 | Премия Брэма Стокера                         | Лучший сценарий                                   | Ведьма из Блэр: Курсовая с того света | Номинация |
| 2000 | Csapnivalo Awards                            | Лучший сценарий                                   | Ведьма из Блэр: Курсовая с того света | Номинация |
| 2000 | Online Film & Television Association         | Лучший оригинальный сценарий                      | Ведьма из Блэр: Курсовая с того света | Номинация |
| 2000 | Online Film Critics Society Awards           | Лучший дебют                                      | Ведьма из Блэр: Курсовая с того света | Номинация |
| 2008 | Puchon International Fantastic Film Festival | Best of Puchon                                    | Битва в пустыне                       | Номинация |